# Arrondissement Saverne
Saverne is een arrondissement van het Franse departement Bas-Rhin in de regio Grand Est. De onderprefectuur is Saverne.

## Kantons
Het arrondissement was tot 1 januari 2015 samengesteld uit de volgende kantons:
- Kanton Bouxwiller
- Kanton Drulingen
- Kanton Marmoutier
- Kanton La Petite-Pierre
- Kanton Sarre-Union
- Kanton Saverne

Na de kantonale herindeling omvatte arrondissement de volgende kantons geheel of, waar aangegeven, gedeeltelijk:
- Kanton Bouxwiller
- Kanton Ingwiller
- Kanton Saverne (38 van de 52 gemeenten)